# سی و چهارمین دوره جشنواره فیلم فجر
سی و چهارمین دوره جشنواره فیلم فجر از ۱۲ تا ۲۲ بهمن ۱۳۹۴ در تهران برگزار شد.
۳ شهریور ۱۳۹۴ با انتشار فراخوان کار سی و چهارمین دوره فیلم فجر آغاز شد، زمان ثبت نام و تکمیل فرم درخواست حضور در جشنواره تا تاریخ ۱۵ آذر و تحویل آثار تا ۱۵ دی ۱۳۹۴ بوده، همچنین محمد حیدری دبیر این دوره از جشنواره فجر بوده‌است. در این دوره از جشنواره ۲۲ فیلم در بخش سودای سیمرغ و ۱۱ فیلم در بخش نگاه نو، ۱۱ فیلم در بخش هنر و تجربه حاضر بودند. همچنین امسال برای نخستین بار ۸ انیمیشن در جشنواره فیلم فجر حضور داشتند و مورد قضاوت قرار گرفتند. ۱۱ مستند هم در بخش سینما حقیقت سی و چهارمین جشنواره فیلم فجر حضور داشتند. فیلم‌های این دوره از ۱۲ تا ۲۲ بهمن ۱۳۹۴ در ۲۳ سینما و پردیس سینمایی در تهران برای عموم به نمایش درآمدند.
هیئت انتخاب بخش سودای سیمرغ سی و چهارمین جشنواره فیلم فجر متشکل از آقایان محمد احسانی، شهرام اسدی، فریدون جیرانی، محمد باقر قهرمانی، حسین کرمی، علیرضا شجاع نوری، رضا مقصودی بودند.
همچنین ابوالحسن داوودی، محمد داوودی، مجتبی راعی، سید جمال ساداتیان، منوچهر شاهسواری، مهدی فخیم زاده و نیکی کریمی به عنوان اعضای هیئت داوران بخش سودای سیمرغ انتخاب شدند.

## نامزدها و جوایز
برگزیدگان و برندگان جوایز این رویداد در بخش‌های مختلف بدین شرح معرفی شدند:

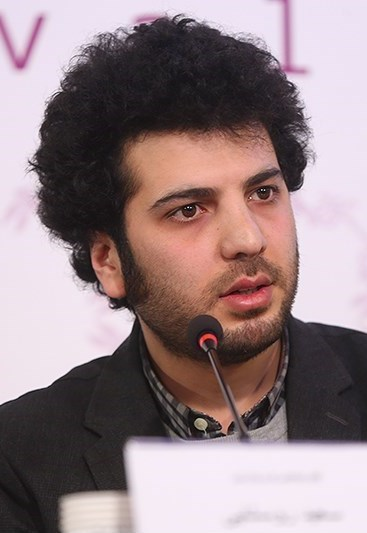
سعید روستایی، برنده سیمرغ بهترین کارگردانی

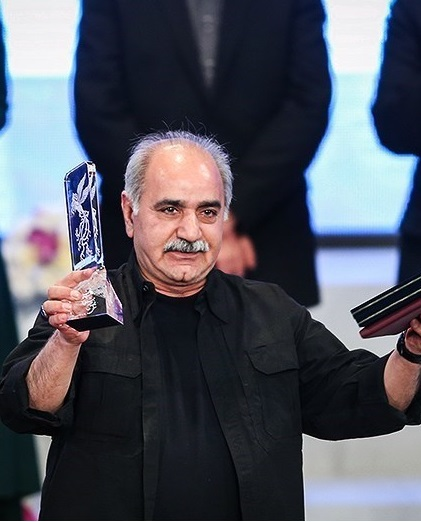
پرویز پرستویی، برنده سیمرغ بهترین بازیگر نقش اول مرد

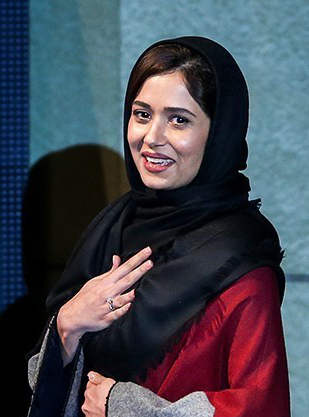
پریناز ایزدیار، برنده سیمرغ بهترین بازیگر نقش اول زن

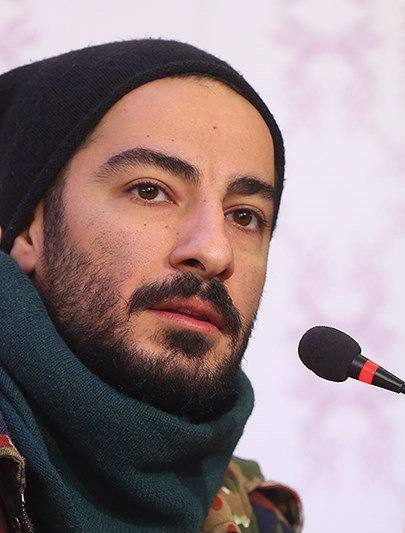
نوید محمدزاده، برنده سیمرغ بهترین بازیگر نقش مکمل مرد

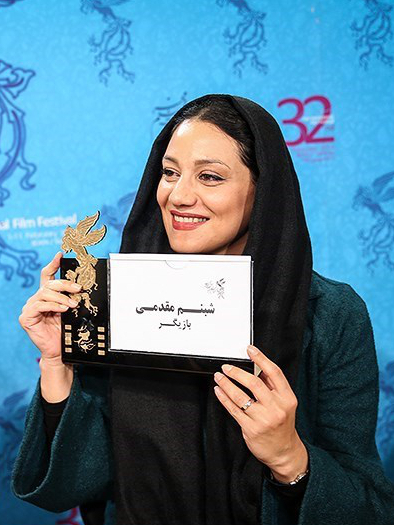
شبنم مقدمی، برنده سیمرغ بهترین بازیگر نقش مکمل زن

### سودای سیمرغ
| سیمرغ بلورین بهترین فیلم | سیمرغ بلورین بهترین کارگردانی |
| --- | --- |
| - 'حبیب والی‌نژاد' – ایستاده در غبار - منوچهر محمدی – امکان مینا - سعید ملکان – ابد و یک روز - فرزاد مؤتمن – آخرین بار کی سحر را دیدی؟ - رضا میرکریمی – دختر                                         | - سعید روستایی – ابد و یک روز - رضا میرکریمی – دختر - کمال تبریزی – امکان مینا - فرزاد مؤتمن – آخرین بار کی سحر را دیدی؟ - محمدحسین مهدویان – ایستاده در غبار                                                            |
| سیمرغ بلورین بهترین بازیگر نقش اول مرد | سیمرغ بلورین بهترین بازیگر نقش اول زن |
| - پرویز پرستویی – بادیگارد - فرهاد اصلانی – دختر - رضا کیانیان – کفشهایم کو؟ - پیمان معادی – ابد و یک روز - نوید محمدزاده – خشم و هیاهو                                                             | - پریناز ایزدیار – ابد و یک روز - ساره بیات – آااادت نمی‌کنیم - مینا ساداتی – امکان مینا - طناز طباطبایی – خشم و هیاهو - الهام کردا – به دنیا آمدن                                                                        |
| بهترین بازیگر نقش مکمل مرد | بهترین بازیگر نقش مکمل زن |
| - نوید محمدزاده – ابد و یک روز - حمیدرضا آذرنگ – آااادت نمی‌کنیم - امیر جدیدی – من - سیامک صفری – آخرین بار کی سحر را دیدی؟ - آذرخش فراهانی – مالاریا                                                | - شبنم مقدمی – زاپاس و نفس - مریلا زارعی – دختر - ژاله صامتی – آخرین بار کی سحر را دیدی؟ - شیرین یزدان‌بخش – ابد و یک روز - بهنوش بختیاری – من                                                                            |
| سیمرغ بلورین بهترین فیلم‌برداری | سیمرغ بلورین بهترین فیلمنامه |
| - پیمان شادمان‌فر – خشم و هیاهو - حمید خضوعی ابیانه – دختر - هومن بهمنش – اژدها وارد می‌شود! - محمود کلاری – بادیگارد - فرشاد محمدی – امکان مینا                                                      | - سعید روستایی – ابد و یک روز - فرهاد توحیدی، مرتضی اصفهانی – امکان مینا - امیر عربی – آخرین بار کی سحر را دیدی؟ - مهران کاشانی – دختر - محمدحسین مهدویان – ایستاده در غبار                                              |
| سیمرغ بلورین بهترین موسیقی متن | سیمرغ بلورین بهترین تدوین |
| - محمدرضا علیقلی – امکان مینا و دختر - کریستف رضاعی – اژدها وارد می‌شود! - مسعود سخاوت‌دوست – نفس - کارن همایون‌فر – بادیگارد - پیمان یزدانیان – به دنیا آمدن                                          | - بهرام دهقانی – ابد و یک روز - سجاد پهلوان‌زاده – ایستاده در غبار - سپیده عبدالوهاب – به دنیا آمدن - هایده صفی‌یاری – لانتوری - محمدرضا مویینی، هدی مویینی – امکان مینا                                                   |
| بهترین جلوه‌های ویژه میدانی و جلوه‌های ویژه بصری | بهترین صدا |
| - سید هادی اسلامی – بادیگارد (جلوه‌های بصری) - ایمان کرمیان – ایستاده در غبار (جلوه‌های میدانی) - فرید ناظر فصیحی – نفس (جلوه‌های بصری) - محمدرضا نجفی امامی – رسوایی ۲ (جلوه‌های بصری)                 | - حسین مهدوی، سعید بجنوردی، محمدرضا دلپاک – لانتوری - بهمن اردلان، سید علیرضا علویان – بادیگارد - حسین بشاش، آرش قاسمی – خشم و هیاهو - امین میرشکاری، سید علیرضا علویان – ابد و یک روز - مهرشاد ملکوتی – ایستاده در غبار |
| بهترین چهره‌پردازی | بهترین طراحی صحنه و لباس |
| - سعید ملکان – ابد و یک روز و امکان مینا - ایمان امیدواری – زاپاس و بادیگارد - عبدالله اسکندری، مهرداد میرکیانی – لانتوری - شهرام خلج – ایستاده در غبار - مهرداد میرکیانی – نفس و اژدها وارد می‌شود! | - محمدرضا شجاعی – ایستاده در غبار - امیرحسین قدسی، نگار نعمتی – اژدها وارد می‌شود! - بهزاد کزازی – امکان مینا - محسن نصرالهی، رعنا امینی – خشم و هیاهو - اصغر نژادایمانی – نفس                                            |
| جایزه ویژه هیئت داوران | سیمرغ بلورین بهترین فیلم از نگاه تماشاگران |
| - هومن سیدی – خشم و هیاهو | - ابد و یک روز – سعید ملکان |

### نگاه مردمی
سیمرغ بلورین بهترین فیلم از نگاه تماشاگران به ترتیب:
- ابد و یک روز - ۳/۶۱ امتیاز
- بادیگارد - ۳/۴۳ امتیاز
- بارکد - ۳/۲۰ امتیاز
- ایستاده در غبار - ۳/۱۳ امتیاز
- اژدها وارد می‌شود! - ۳/۰۳ امتیاز

### نگاه نو
| بهترین فیلم | بهترین کارگردانی |
| --- | --- |
| - سعید ملکان – ابد و یک روز - حبیب والی نژاد – ایستاده در غبار - محمدمهدی عسگرپور – متولد ۶۵ - کامران مجیدی – لاک قرمز - سید محمود رضوی – خانه‌ای در خیابان چهل و یکم | - سعید روستایی – ابد و یک روز - محمدحسین مهدویان – ایستاده در غبار (جایزه ویژه هیئت داوران) - مجید توکلی – متولد ۶۵ - احسان بیگلری – برادرم خسرو - سیدجمال سیدحاتمی – لاک قرمز |

### هنر و تجربه
| بهترین فیلم |
| --- |
| - ایرج کریمی – نیم رخ‌ها (بهترین فیلم) - سروش محمدزاده – چهارشنبه (بهترین کارگردانی) - علی محمد قاسمی – سگ و دیوانه عاشق - هادی محقق – ممیرو - مجید برزگر – یک شهروند کاملاً معمولی |

### انیمیشن
| بهترین انیمیشن |
| --- |
| - حامد کاتبی – در مسیر باران (بهترین کارگردانی انیمیشن) - محمد امین همدانی – فهرست مقدس (بهترین انیمیشن) - فرهاد عظیما – نبرد خلیج فارس ۲ - مجید اسماعیلی – پادشاه آب - احمد علمداری – قلب خورشید - احسان طاهری – بازمانده - کیانوش دالوند – ناسور - غلامرضا ملااحمدی – کله آهنی |

### تعداد نامزدها و برنده‌های بخش سودای سیمرغ
| تعداد نامزدی‌ها | فیلم                      |
| -------------- | ------------------------- |
| ۱۰             | ابد و یک روز              |
| ۹              | امکان مینا                |
| ۸              | ایستاده در غبار           |
| ۷              | دختر                      |
| ۶              | بادیگارد                  |
| ۵              | آخرین بار کی سحر را دیدی؟ |
| ۵              | خشم و هیاهو               |
| ۵              | نفس                       |
| ۴              | اژدها وارد می‌شود!         |
| ۳              | لانتوری                   |
| ۳              | به دنیا آمدن              |
| ۲              | من                        |
| ۲              | زاپاس                     |
| ۲              | عادت نمی‌کنیم              |
| ۱              | کفش‌هایم کو                |
| ۱              | مالاریا                   |
| ۱              | رسوایی ۲                  |

| جایزه | فیلم            |
| ----- | --------------- |
| ۷     | ابد و یک روز    |
| ۳     | ایستاده در غبار |
| ۲     | بادیگارد        |
| ۲     | امکان مینا      |
| ۱     | خشم و هیاهو     |
| ۱     | دختر            |
| ۱     | زاپاس           |
| ۱     | نفس             |
| ۱     | لانتوری         |

## فهرست فیلم‌ها

### سودای سیمرغ
بر اساس اعلام اعضا هیئت انتخاب سی و چهارمین جشنواره فیلم فجر اسامی فیلم‌های بخش مسابقه سودای سیمرغ بر اساس حروف الفبا بدین شرح است.
- آب‌نبات چوبی (حسین فرحبخش)
- امکان مینا (کمال تبریزی)
- آخرین بار کی سحر را دیدی؟ (فرزاد مؤتمن)
- اژدها وارد می‌شود! (مانی حقیقی)
- بادیگارد (ابراهیم حاتمی کیا)
- به دنیا آمدن (محسن عبدالوهاب)
- بارکد (مصطفی کیایی)
- خشم و هیاهو (هومن سیدی)
- دختر (سید رضا میرکریمی)
- دلبری (سید جلال دهقانی اشکذری)
- رسوایی ۲ (مسعود ده نمکی)
- زاپاس (برزو نیک‌نژاد)
- سیانور (بهروز شعیبی)
- عادت نمی‌کنیم (ابراهیم ابراهیمیان)
- کفشهایم کو؟ (کیومرث پوراحمد)
- لانتوری (رضا درمیشیان)
- مالاریا (پرویز شهبازی)
- نفس (نرگس آبیار)
- نقطه کور (مهدی گلستانه)
- نیمه شب اتفاق افتاد (تینا پاکروان)
- وارونگی (بهنام بهزادی)
- هفت ماهگی (هاتف علیمردانی)

سه فیلم اولی ابد و یک روز، ایستاده در غبار و من در بخش سودای سیمرغ نیز مورد داوری قرار گرفتند.

### فیلم‌های نگاه نو
فهرست فیلم‌های بخش نگاه نو به شرح زیر است:
- ابد و یک روز (سعید روستایی)
- ایستاده در غبار (محمدحسین مهدویان)
- برادرم خسرو (احسان بیگلری)
- پل خواب (اکتای براهنی)
- جشن تولد (عباس لاجوردی)
- خانه‌ای در خیابان چهل و یکم (حمیدرضا قربانی)
- خماری (داریوش غذبانی)
- گیتا (مسعود مددی)
- لاک قرمز (سید جمال سیدحاتمی)
- متولد ۶۵ (مجید توکلی)
- من (سهیل بیرقی)

### مستند
هیئت انتخاب بخش مستند جشنواره فیلم فجر متشکل از محمد رضا اصلانی، مجید خالقی سروش، مرتضی شعبانی، آزاده بیزار گیتی، آرش لاهوتی اسامی ۱۱ فیلم راه یافته به این بخش رقابتی را بدین شرح اعلام کردند:
- ای ۱۵۷ (بهروز نورانی پور)
- آزادی (رضا فرهمند، کمیل سهیلی)
- اهالی خیابان یکطرفه (مهدی باقری)
- خوان بی خان (هادی معصوم دوست)
- خاطرات خانه متروک (مهدی فارسی)
- رویاهای دم صبح (مهرداد اسکویی)
- زمناکو (مهدی قربانپور)
- فصل هرس (لقمان خالدی)
- کارنامه بنیاد کندی (محمد جعفری، آذر مهرابی)
- مجتبی (محمد حسن دامن زن)
- همراه با فرات (فرشاد اکتسابی)

### هنر و تجربه
هیئت انتخاب بخش هنر و تجربه متشکل از آقایان جمال امید، هوشنگ گلمکانی، ایرج تقی‌پور، سیف‌الله صمدیان، جعفر صانعی مقدم، شهرام مکری و امیرحسین علم‌الهدی اسامی ۱۱ فیلم راه یافته به این بخش را بدین شرح اعلام کردند:
- اینجا کسی نمی‌میرد (حسین کندری)
- برداشت دوم از قضیه اول (پویان باقرزاده)
- تمرینی برای اجرا (محمدعلی سجادی)
- چهارشنبه (سروش محمدزاده)
- سینما نیمکت (محمد رحمانیان)
- سگ و دیوانه عاشق (علی‌محمد قاسمی)
- قیچی (کریم لک‌زاده)
- گاهی (محمدرضا رحمانی)
- ممیرو (هادی محقق)
- نیم‌رخ‌ها (ایرج کریمی)
- یک شهروند کاملاً معمولی (مجید برزگر)

### انیمیشن
امسال نخستین بار بود که انیمیشن‌ها نیز در جشنواره فیلم فجر حضور داشتند. در اولین دوره حضور انیمیشن در جشنواره آثار منتخب این بخش توسط روانبخش صادقی، محمدعلی صفورا، علیرضا گلپایگانی، بهرام عظیمی، علی نوری اسکویی، وحید نصیریان و اسماعیل شرعی مورد داوری قرار گرفتند. فهرست انیمیشن‌های منتخب برای حضور در این بخش به شرح زیر می‌باشند:
- فهرست مقدس (محمد امین همدانی)
- در مسیر باران (حامد کاتبی)
- پادشاه آب (مجید اسماعیلی)
- نبرد خلیج فارس ۲ (فرهاد عظیما)
- قلب خورشید (احمد علمداری)
- بازمانده (احسان طاهری)
- ناسور (کیانوش دالوند)
- کله آهنی (غلامرضا ملااحمدی)

## مراسم اختتامیه
مراسم اختتامیه سی و چهارمین جشنواره فیلم فجر با حضور علی جنتی وزیر فرهنگ و ارشاد اسلامی، حسین فریدون دستیار ویژه رئیس‌جمهوری، حجت‌الله ایوبی رئیس سازمان سینمایی، علیرضا تابش (مدیرعامل بنیاد سینمایی فارابی)، حسین مسافرآستانه مشاور رئیس سازمان سینمایی، مصطفی ابطحی رئیس مؤسسه رسانه‌های تصویری، حسین نوش‌آبادی سخنگوی وزارت فرهنگ و ارشاد اسلامی، حبیب ایل بیگی معاون نظارت و ارزشیابی، کاظم جلالی رئیس مرکز پژوهش‌های مجلس و جمعی از سینماگران و اهالی رسانه عصر پنجشنبه ۲۲ بهمن ۱۳۹۴ در برج میلاد برگزار شد. درب‌های سالن اصلی همایش‌های برج میلاد در ساعت ۱۸:۵۰ به روی حاضران باز شد و مراسم بدون تأخیر پس از تلاوت قرآن و پخش سرود جمهوری اسلامی در ساعت ۱۹:۱۵ آغاز شد. اجرای مراسم اختتامیه این دوره بر عهده محمد سلوکی بود. پس از معرفی برگزیدگان بخش‌های مستند، انیمیشن، هنر و تجربه و اجرای زنده توسط خواننده مطرح موسیقی سنتی محمد معتمدی نوبت به معرفی برگزیدگان بخش سودای سیمرغ رسید که مشترکاً توسط بهرام رادان و محمد سلوکی اجرا گردید. در بخش پایانی با حضور حجت‌الله ایوبی، علی جنتی و محمد حیدری سیمرغ «نگاه ملی» جشنواره فیلم فجر به «نفس» ساختهٔ نرگس آبیار تعلق گرفت. از نکات جالب توجه و مهم این اختتامیه اعلام انتخاب مجدد محمد حیدری (دبیر این دورهٔ جشنواره) با حکم حجت‌الله ایوبی رئیس سازمان سینمایی، به عنوان دبیر سی و پنجمین دوره جشنواره فیلم فجر که در بهمن سال ۱۳۹۵ برگزار خواهد شد و همچنین زمان کوتاه برگزاری این مراسم به دلیل سخنرانی نکردن هیچ‌کدام از مسئولان بود. اختتامیه سی و چهارمین جشنواره فیلم فجر را می‌توان کوتاه‌ترین اختتامیه از نظر زمانی دانست.

## بازتاب‌ها و حاشیه‌ها
- شهاب حسینی، بازیگر سینمای ایران که مسئولیت مشاور هنری دبیر سی و چهارمین دوره جشنواره فیلم فجر را برعهده گرفته بود در اعتراض به کنار گذاشتن فیلم «آشغال‌های دوست داشتنی» از جشنواره فیلم فجر، از سمت خود در این جشنواره کناره‌گیری کرد.[۹]
- در ادامه انتشار لیست نامزدهای نهایی سیمرغ بلورین جشنواره فیلم فجر، انتخاب برخی از نامزدهای نهایی مورد انتقاد رسانه‌ها قرار گرفت.